# Coelomera nigricollis
Coelomera nigricollis es un coleóptero de la familia Chrysomelidae.
Fue descrita científicamente en 1879 por Jacoby.